# Cucumaricola notabilis
Cucumaricola notabilis is een eenoogkreeftjessoort uit de familie van de Cucumaricolidae. De wetenschappelijke naam van de soort is voor het eerst geldig gepubliceerd in 1958 door Paterson.